# Mercedes-Benz L206
Mercedes-Benz L206 (Harburg Transporter) — семейство малотоннажных автомобилей компании Mercedes-Benz. Серийное производство автомобилей длилось с 1965 по 1977 год.

## История
Базовая модель автомобиля под названием Matador изготавливалась компанией Tempo в Гамбурге. В 1965 году компания Tempo была приобретена компанией Hanomag, в 1966 году транспортные средства производились под названием Rheinstahl-Hanomag. В 1967 году изменили название Matador на Hanomag F 20, F 25, F 30 и F 35. C 1969 года транспортные средства начали продаваться под названием Hanomag Henschel. Так как завод в Гамбурге был занят производством фургонов, с 1969 года производство автомобилей начало осуществляться на бывшем заводе компании Borgward в Бремене.
В 1970 году Daimler-Benz выкупил компанию Hanomag Henschel. Под маркой Mercedes-Benz изготавливались L 206 D, L 207, L 306 D и L 307.
Объёмы производства Harburg Transporter никогда не достигали объёмов производства основных конкурентов, таких как Volkswagen Transporter и Ford Transit. В 1975 году был изготовлен последний фургон под названием Hanomag Henschel, под названием Mercedes-Benz производство продолжалось до 1977 года. Компания Force Motors производила эту модель в Индии под названием Force Matador. В 1977 году семейство Harburg Transporter было вытеснено семейством Mercedes-Benz TN.

## Технические характеристики
Harburg Transporter имеет переднее расположение двигателя, передний привод и шасси из параллельных труб. Передние колёса расположены на двойных поперечных рычагах с торсионной подвеской на продольно установленных рессорах, сзади — неразрезной мост с рессорами. Это отличает его от лидера Volkswagen Transporter с задним расположением двигателя. Были доступны дизельные и бензиновые двигатели. Дизельные двигатели были первоначально конструкции Hanomag, после присоединения к Daimler-Benz начали устанавливать двигатели Mercedes-Benz. Бензиновые двигатели покупались у британской компании Austin. Общая масса составляет от 2000 кг до 3550 кг.